# Cephalotaxus griffithii
Espèce
Classification phylogénétique
Statut de conservation UICN

 NT  : Quasi menacé
Cephalotaxus griffithii est une espèce d'arbre à feuilles persistantes du genre Cephalotaxus, famille des Cephalotaxaceae.

## Répartition
L'aire de répartition naturelle de Cephalotaxus griffithii se situe dans l'est de l'Inde, le sud de la Chine et le nord du Myanmar. En Inde, il s'agit des monts Mishmi dans l'Arunachal Pradesh et les États du Manipur et du Nagaland. En Chine, on trouve l'espèce dans l'ouest du Sichuan.
Cephalotaxus griffithii prospère en Inde à une altitude d'environ 1 830 mètres.
Cephalotaxus griffithii ne figure pas sur la liste rouge de l'UICN, car il est considéré comme un synonyme de Cephalotaxus mannii. Cette espèce est classée comme "en voie de disparition". La principale menace est la conversion des forêts en terres agricoles et l'exploitation forestière avec la lenteur de la régénération. Le nombre total de l'espèce est considéré comme en déclin.

## Description
Cephalotaxus griffithii est un arbre à feuillage persistant qui peut atteindre des hauteurs de croissance allant jusqu'à 20 mètres et un diamètre à hauteur de poitrine de 0,5 à 1,1 mètre. L'écorce de brun clair à brun rougeâtre s'écaille. Les branches de 8 à 24 centimètres de long et de 4,5 à 9,5 centimètres d'épaisseur sont de section elliptique à oblongue-elliptique.
Les aiguilles relativement minces ou coriaces, droites ou légèrement en forme de croissant sont d'une forme linéaire à linéaire-lancéolée d'une longueur de 5 à 7,5 centimètres et d'une largeur d'environ 3 millimètres. Elles reposent sur une tige longue de 1 mm et forment un angle de 45 à 80° par rapport aux branches. La base symétrique ou asymétrique des aiguilles est terne à tranchante, tandis que la pointe est fortement pointue, rarement épineuse. Les bords de l'aiguille sont recourbés. Le dessus de l'aiguille est vert foncé ou vert olive brillant et sur la face inférieure de l'aiguille il y a 19 à 26 rangs stomatiques blancs à blanc bleuté.
La période de floraison de Cephalotaxus griffithii s'étend de novembre à mars et les graines mûrissent d'août à octobre. Les cônes mâles jaune pâle sont sphériques avec un diamètre de 4 à 4,5 millimètres et se tiennent parfois sur une tige de 1 à 5 millimètres de long. Ils sont en groupes de six à huit et chacun contient sept à 13 microsporophylles, chacune avec trois à quatre étamines. Les cônes femelles ont une tige de 0,6 à 1 centimètre de longueur et se tiennent seuls ou en groupes de deux à trois ensemble. Ils sont entourés d'un tégument de 2,2 à 3 centimètres de long et de 1,1 à 1,2 centimètre d'épaisseur (arille). L'arille est d'abord vert et devient rouge à maturité. Les graines obovales à obovales-elliptiques mesurent de 2,2 à 2,8 centimètres de long et ont un bout pointu.
Le nombre de chromosomes est 2n = 24.

## Phytonymie
L'épithète griffithii est un hommage au botaniste britannique William Griffith. 
L'arbre a pour nom commun pin à queue de vache de Griffith.

## Source de la traduction
- (de) Cet article est partiellement ou en totalité issu de l’article de Wikipédia en allemand intitulé « Cephalotaxus griffithii » (voir la liste des auteurs).